# Hitori Bocchi
Albums de Natsumi Abe
2nd ~Shimiwataru Omoi~
(2006)
Singles
 Hitori Bocchi  (一人ぼっち, ou Hitoribocchi) est le premier album de Natsumi Abe.

## Présentation
L'album, écrit et produit par Tsunku, sort le 4 février 2004 au Japon sous le label hachama, quelques jours après le départ de Abe du groupe Morning Musume. Il atteint la 2e place du classement de l'Oricon, et reste classé pendant six semaines, se vendant à 79 483 exemplaires durant cette période ; il restera son album le plus vendu. Une première édition de l'album sort dans un boitier spécial incluant un poster.
L'album contient douze titres, dont les chansons-titres de trois singles avec la chanteuse sorti l'année précédente : Haha to Musume no Duet Song (en duo avec Keiko Yosumi alias "Okei San" pour la chanson), 22 Sai no Watashi (son premier single en solo), et Pi~hyara Kōta (interprété en tant que "Purin-chan" sur un single commun avec Mini Moni). Il contient aussi des versions en solo de chansons interprétés précédemment par la chanteuse au sein de divers groupes : Memory Seishun no Hikari et Furusato (sorties en single en 1999 avec Morning Musume), Kiiroi Osora de Boom Boom Boom (sortie en single en 2000 avec Kiiro 5), et Hare Ame Nochi Suki (sortie en single en 2003 avec Morning Musume Sakura Gumi). Il contient également la chanson Tōmorokoshi to Sora to Kaze déjà parue en 2000 sur la compilation du Hello! Project Petit Best ~Ki Ao Aka~, et quatre nouvelles chansons.

## Liste des titres
1. 22 Sai no Watashi  (22歳の私?)
2. Memory Seishun no Hikari (Abe Version)  (Memory 青春の光) (安倍 Version?)
3. Koishita Onna no Ko Dosue  (恋した女の子どすえ?)
4. Hare Ame Nochi Suki (Abe Version)  (晴れ 雨 のち スキ ♡) (安倍 Version?)
5. ...Hitori Bocchi...  (…ひとりぼっち…?)
6. Kiiroi Osora de Boom Boom Boom (Abe Version)  (黄色いお空でBOOM BOOM BOOM) (安倍 Version?)
7. Anata Iro  (あなた色?)
8. Tōmorokoshi to Sora to Kaze  (トウモロコシと空と風?) (de l'album Petit Best ~Ki Ao Aka~)
9. Furusato (Abe Version)  (ふるさと) (安倍 Version?)
10. Ude Kunde Kaeritai  (腕組んで帰りたい?)
11. Haha to Musume no Duet Song  (母と娘のデュエットソング?)
12. Pi~hyara Kōta  (ピ～ヒャラ小唄?)